# 盐泉县 (武德三年)
盐泉县，中国古县名。
唐朝武德三年（620年），分魏城县置。治所在今四川省绵阳市东南盐井坝。属绵州、巴西郡。地有盐井。元朝时废。